# Alemania en los Juegos Olímpicos de Garmisch-Partenkirchen 1936
Alemania estuvo representada en los Juegos Olímpicos de Garmisch-Partenkirchen 1936 por un total de 55 deportistas que compitieron en 8 deportes.  
El portador de la bandera en la ceremonia de apertura fue el esquiador de fondo Georg von Kaufmann.

## Medallistas
El equipo olímpico alemán obtuvo las siguientes medallas:
| Nombre                  | Deporte            | Competición  |
| ----------------------- | ------------------ | ------------ |
| Oro                     |                    |              |
| Franz Pfnür             | Esquí alpino       | Combinada M  |
| Christl Cranz           | Esquí alpino       | Combinada F  |
| Maxi Herber Ernst Baier | Patinaje artístico | Parejas      |
| Plata                   |                    |              |
| Gustav Lantschner       | Esquí alpino       | Combinada M  |
| Käthe Grasegger         | Esquí alpino       | Combinada F  |
| Ernst Baier             | Patinaje artístico | Individual M |
| Bronce                  |                    |              |
| —                       |                    |              |